# Actuelles
Actuelles est un ensemble de chroniques tenues par l'écrivain Albert Camus, ensemble d'ouvrages édités séparément en trois volumes entre 1950 et 1958. 

## Présentation et contenu
Les Actuelles couvrent une grande partie de la vie d'Albert Camus et se présentent en quatre volumes : 
- Actuelles I : Chroniques 1944-1948 (1950)
- Actuelles II : Chroniques 1948-1953 (1953)
- Actuelles III : Chroniques 1939-1958 (1958) sous titrées Chroniques algériennes
- Actuelles IV Face au tragique de l'histoire, édition établie présentée et annoter par Catherine Camus et Vincent Duclert, publiée en 2024

## Actuelles I: Chroniques 1944-1948
« Il s'agit de servir la dignité de l'homme par des moyens qui restent dignes au milieu d'une histoire qui ne l'est pas. » (Actuelles I)

Structure
- Choix d'articles de Combat de 1944-45 et de février à mars 1947
- Une série d'articles publiée par la revue Caliban de Jean Daniel, intitulée Ni victimes ni bourreaux
- Deux réponses à Emmanuel d'Astier de la Vigerie parues dans les revues Caliban n°16 et La Gauche en 1948
- L'incroyant et les chrétiens, exposé de Camus au couvent des dominicains de Latour-Maubourg en 1948
- Trois interviews: 
  - Le problème du mal: la revue du Caire, 1948
  - Dialogue pour le dialogue, sur le thème de la paix, la revue anarchiste Défense de l'homme, juillet 1949
  - Interview non publiée
- Pourquoi l'Espagne, Combat 1948, réponse à Gabriel Marcel à propos de sa pièce L'État de siège et de la dictature franquiste
- Le témoin de la liberté: discours lors d'un meeting d'écrivains en novembre 1948 publié dans La Gauche le mois suivant

Contenu et références
Ce premier volume se compose pour l'essentiel d'articles publiés dans le journal Combat. Camus a opéré un choix avec tout ce qu'il a d'arbitraire, a dit Camus lui-même, avec cette incertitude  des articles non signés dont il est difficile de savoir s'ils sont vraiment de lui. Camus souhaitait en effet que l'éditorial reste une œuvre collective. 
Déjà il voit le danger de l'après guerre et met en garde contre toute tentation de laxisme, de retour au passé : « Ce ne serait pas assez de reconquérir les apparences de liberté dont la France de 1939 devait se contenter. Et nous n'aurions accompli qu'une infime partie de notre tâche si la République française de demain se trouvait comme la Troisième République sous la dépendance étroite de l'argent. » Déjà, il prend de la hauteur vis-à-vis de la guerre, des événements du quotidien : « Le Paris qui se bat ce soir veut commander demain. Non pour le pouvoir, mais pour la justice, non pour la politique, mais pour la morale, non pour la domination de leur pays, mais pour sa grandeur. »
Actuelles I contient un chapitre important intitulé Morale et Politique avec les onze éditoriaux qui le composent. Dans ces temps de guerre, dans un article daté du 12 octobre 1944, il reprend cette formule de Goethe qu'il avait déjà reprise en 1943 dans son étude sur le roman classique 'L'Intelligence et l'Échafaud' : « Mieux vaut une injustice qu'un désordre. » C'est ici que s'inscrit le débat entre Albert Camus et François Mauriac sur les thèmes de la justice et de la charité; deux tempéraments qui s'opposent.
Il comprend également le célèbre éditorial du 8 août 1945 quand la bombe atomique vient d'exploser sur Hiroshima. Et ce jour-là, Camus n'hésite pas à écrire : « La civilisation mécanique vient de parvenir à son dernier degré de sauvagerie. Il va falloir choisir, dans un avenir plus ou moins proche, entre le suicide collectif ou l'utilisation intelligente des conquêtes scientifiques.
En attendant, il est permis de penser qu'il y a quelque indécence à célébrer ainsi une découverte, qui se met d'abord au service de la plus formidable rage de destruction dont l'homme ait fait preuve depuis des siècles. »
Il évoque aussi la polémique entre Camus et Gabriel Marcel à propos de l'Espagne et de sa pièce L'État de siège, à qui il écrit : « Vous acceptez de faire silence sur une terreur pour mieux en combattre une autre. Nous sommes quelques-uns qui ne voulons faire silence sur rien. » On y trouve un Camus polémiste, mais aussi un homme qui doute et sait qu'il n'a pas forcément raison, un homme de dialogue.

## Actuelles II: Chroniques 1948-1953
Structuresommaire de ce volume
1. Justice et haine : 11 persécutés-persécuteurs - 12 les pharisiens de la justice - 13 le parti de la résistance - 14 servitude de la haine
2. Lettres sur la révolte : 21 Révolte et conformisme - 22 entretien sur la révolte - 23 épuration des purs - 24 révolte et police - 25 révolte et romantisme - 26 révolte et servitude
3. Création et liberté : 31 L'Espagne et la culture - 32 Le temps de l'espoir - 33 le pain et la liberté - 34 l'artiste et son temps

On trouve différentes préfaces de cette époque :

- Laissez passer mon peuple de Jacques Méry, ouvrage sur Israël, 1948

- Devant la mort, souvenirs de résistance de J. Héon-Cannone, juin 1951

- Moscou au temps de Lénine, Alfred Rosmer, 1953

Des extraits de discours ou d'allocutions : 

- L'Espagne et la culture, 30/11/1952 à la salle Wagram pour protester contre l'entrée de l'Espagne franquiste à l'UNESCO;

- Le pain et la liberté, 10/05/1953 à la Bourse du travail de Saint-Étienne, sur les rapports de l'artiste avec les travailleurs manuels;

Des interviews :
 
- Progrès de Lyon en 1951 sur la haines et le mensonges politiques;

- L'artiste et son temps, réponses à des questions posées à la radio ou dans des journaux étrangers;

- L'affaire Henri Martin, article dans Franc-Tireur, décembre 1952

Un ensemble de lettres sur le thème de la révolte, dans le cadre des polémiques générées par la parution de L'Homme révolté :

- 19 octobre 1951, revue Arts, réponse à André Breton et article du 18 novembre 1951;

- mai 1952, article dans Le Libertaire, réponse à Gaston Leval;

- mai 1952, article dans Les Temps modernes, réponse à Francis Jeanson parue en août 1952 avec une réponse à Albert Camus de Jean-Paul Sartre et Pour tout vous dire... de Francis Jeanson; 

- 28 mai 1952, Dieu vivant, réponse à Marcel Moré;

- juin 1952, article dans l'hebdomadaire L'Observateur, réponse à Pierre Lebar et Pierre Hervé.

Contenu et références
Ce deuxième volume rassemble des textes écrits de 1948 à 1953 et se présente donc comme une suite chronologique d'Actuelles I avec un trait d'union, une continuité que constitue la série d'articles intitulée Ni victimes, ni bourreaux. Il est centré sur les polémiques qui ont suivi la parution de L'Homme révolté. Le chapitre intitulé Lettres sur la révolte qui occupe pratiquement la moitié du livre reprend les réponses de Camus aux attaques contre L'Homme révolté.
Il révèle un Camus mordant, le journaliste et l'homme engagé qui ne recule pas devant la polémique. Parfois, il se livre un peu plus, comme s'il voulait une trace de sa lassitude et d'une certaine solitude, écrivant « je ne peux m'empêcher d'être tiré du côté de ceux, quels qu'ils soient, qu'on humilie et qu'on abaisse. Ceux-là ont besoin d'espérer, et... si on leur donne à choisir entre deux sortes d'humiliations, les voilà pour toujours désespérés et nous avec eux. Il me semble qu'on ne peut supporter cette idée, et celui qui ne peut la supporter ne peut non plus s'endormir dans sa tour. »

## Actuelles III: Chroniques 1939-1958(Chroniques algériennes)
Structure
« Ce livre est l'histoire d'un échec, celui de n'avoir pas réussi à désintoxiquer les esprits, » écrit Albert Camus dans la préface d'un livre qui paraît, coïncidence de l'histoire, au mois de mai 1958 et devait prouver qu'il n'était resté ni silencieux ni inactif comme certains le lui reprochaient.

Il comprend quelques articles importants repris d'Alger-Républicain comme la série de reportages sur la misère en Kabylie, enquête qui paraît du 5 au 15 juin 1939, ses prises de position, sa lutte contre l'injustice, son appel pour 'une trêve civile en Algérie' ou ses protestations après l'arrestation de son ami Jean de Maisonseul en 1956. On y voit un homme déchiré par les événements qui détruisent son pays natal, « vous me croirez sans peine si je vous dis que j'ai mal à l'Algérie en ce moment comme d'autres ont mal aux poumons, » écrit-il en 1955.
La deuxième partie de l'ouvrage, Crise en Algérie regroupe des articles de Combat, surtout l'enquête où il montre que les Algériens ne veulent plus l'assimilation mais une nation algérienne liée à la France ainsi qu'une lettre importante, Lettre à un militant algérien, Aziz Kessous qui avait lancé un journal progressiste Communauté algérienne. Il reprend la plume en 1955-56 comme éditorialiste à L'Express où la moitié de ses articles sont consacrés à l'Algérie dont il reprend les plus importants dans la troisième partie (voir ci-dessus). Il comprit alors comme il l'écrit dans sa nouvelle L'Hôte, qu'il était devenu suspect aussi bien auprès des musulmans que des Européens.
Contenu et références
Ce recueil, sous-titré chroniques algériennes, regroupent des articles centrés sur l'Algérie. Albert Camus, enfant d'Algérie, a beaucoup écrit sur son pays natal, de ses premiers articles en 1939 où peu de gens s'intéressaient alors à ce pays jusqu'en 1959, soit peu de temps avant sa mort, période où au contraire trop de monde s'y intéressait. Ces textes attestent qu'un homme comme lui a vainement multiplié les avertissements et qui, écrit-il, « conscient depuis longtemps des responsabilités de son pays, ne peut approuver une politique de conservation ou d'oppression en Algérie. » Mais à l'inverse, il n'a jamais voulu cautionner « une politique de démission qui abandonnerait le peuple arabe à une plus grande misère, arracherait de ses racines séculaires le peuple français d'Algérie et favoriserait seulement, sans profit pour personne, le nouvel impérialisme qui menace la liberté de la France et de l'Occident. » ,Il rappelle aussi qu'il y a un million de Français d'Algérie installés depuis un siècle, qui inclut certes des 'colons', mais surtout, et à 80 %, « des commerçants et des salariés, dont le niveau de vie est inférieur à celui de la métropole mais supérieur à celui des Arabes. » Telles est la position qu'illustre Actuelles III, d'un homme écartelé entre les extrêmes des deux bords et qui se veut homme de paix et de compromis. Mais ajoute-t-il toujours aussi lucide, « une telle position ne satisfait personne, aujourd'hui, et je sais d'avance l'accueil qui lui sera fait des deux côtés. »

## Actuelles IV: Face au tragique de l'histoire
Albert Camus avait prévu la publication de Actuelles IV mais il n'a pu le faire avant sa mort. Sur sa table de travail à Loumartin il avait laissé deux feuillets sur les textes qu'il projetait de réunir. Sa femme Francine et son ami René Char travaillèrent assez rapidement après sa mort afin de le publier. Leur projet n'aboutit pas et ce n'est qu'en 2024 que Gallimard le publia. Catherine Camus et Vincent Duclerc en réalisant l'édition : choix et classement des textes et annotations.

### Structure et sommaire
- Avant propos de Catherine Camus; préface de Vincent Duclerct
- Le parti de la liberté
  - Hommage à Salvador de Madariaga
  - Pour l'Espagne libre, pour l'Europe et la fidélité
  - Pour les peuples opprimés d'Europe de l'Est
- D'un intellectuel résistant
  - D'un intellectuel résistant. Adressé à Londres printemps 1944
  - Sommes nous des pessimistes ?
  - Littérature, Tolstoï, Dostoïevski, Pasternak
  - Contre la peine de mort (Tunisie, Algérie, Iran)
  - Trois articles de Témoins
- Le seul espoir
- Discours de Suède, derniers propos
- Correspondance retrouvée
- Annexes